# 1109
| [ Edytuj tabelę ]          |                                                                                            |
| Książę Polski              | - 1102 Bolesław Krzywousty 1138                                                            |
| Król Angkoru               | - 1101 Nurpatindrawarman III 1113 - 1107 Dharanindrawarman I 1113                          |
| Król Anglii                | - 1100 Henryk I 1135                                                                       |
| Król Aragonii i Nawarry    | - 1104 Alfons I Waleczny 1134                                                              |
| Hrabia Barcelony           | - 1082 Rajmund Berengar III Wielki 1131                                                    |
| Książę Bawarii             | - 1101 Welf II 1120                                                                        |
| Książę Burgundii           | - 1102 Hugo II 1143                                                                        |
| Cesarz Bizancjum           | - 1081 Aleksy I Komnen 1118                                                                |
| Cesarz Chin                | - 1100 Song Huizong 1125                                                                   |
| Książę Czech               | - 1107 Świętopełk II 1109 - 1109 Władysław I 1117                                          |
| Król Danii                 | - 1104 Niels Stary 1134                                                                    |
| Władca Egiptu              | - 1101 Al-Amir 1130                                                                        |
| Król Francji               | - 1108 Ludwik VI Gruby 1137                                                                |
| Król Gruzji                | - 1089 Dawid IV Budowniczy 1125                                                            |
| Hrabia Holandii            | - 1091 Floris II Gruby 1121                                                                |
| Cesarz Japonii             | - 1107 Toba 1123                                                                           |
| Kalif                      | - 1094 Al-Mustazhir 1118                                                                   |
| Król Kastylii              | - 1072 Alfons VI Kastylijski 1109 - 1109 Urraka Kastylijska 1126                           |
| Wielki książę Kijowa       | - 1093 Światopełk II Michał 1113                                                           |
| Patriarcha Konstantynopola | - 1084 Mikołaj III Gramatyk 1111                                                           |
| Władca Korei               | - 1105 Yejong 1122                                                                         |
| Państwo Almorawidów        | - 1106 Ali ibn Jusuf 1143                                                                  |
| Król Norwegii              | - 1103 Olaf Magnusson 1115 - 1103 Eystein I Magnusson 1123 - 1103 Sigurd I Krzyżowiec 1130 |
| Książę Obodrzyców          | - 1093 Henryk Gotszalkowic 1127                                                            |
| Hrabia Palatynatu          | - 1095 Zygfryd z Ballenstadt 1113                                                          |
| Papież                     | - 1099 Paschalis II 1118 - 1105 antypapież Sylwester IV 1111                               |
| Hrabia Portugalii          | - 1093 Henryk Burgundzki 1112                                                              |
| Sułtan Rumu                | - 1107 Malikszah 1116                                                                      |
| Książę Saksonii            | - 1106 Lotar III 1127                                                                      |
| Sułtan Wielkich Seldżuków  | - 1104 Mohammad Tapar 1118                                                                 |
| Król Szkocji               | - 1107 Aleksander I Szkocki 1124                                                           |
| Król Szwecji               | - 1083 Inge I Starszy 1110                                                                 |
| Doża Wenecji               | - 1102 Ordelafo Faliero 1117                                                               |
| Król Węgier                | - 1095 Koloman Uczony 1116                                                                 |

Rok 1109 / MCIX
stulecia: XI wiek ~
XII wiek ~
XIII wiek

lata: 1099 «
1104 «
1105 «
1106 «
1107 «
1108 «
1109
» 1110
» 1111
» 1112
» 1113
» 1114
» 1119

## Wydarzenia w Polsce
- Król niemiecki Henryk V wysłał do Bolesława Krzywoustego posłów. Domagał się podziału kraju między Bolesława i Zbigniewa, rocznego trybutu oraz pomocy wojskowej na wyprawę do Włoch. Odpowiedzią Krzywoustego była odmowa[1].
- Pierwsza połowa sierpnia - Początek Wojny polsko-niemieckiej (1109) - Najazd króla niemieckiego Henryka V na Polskę. Armia Henryka V, któremu towarzyszyli Zbigniew i Świętopełk czeski[2].
- 10 sierpnia – Bolesław Krzywousty pobił przybyłą z odsieczą armię pomorską pod Nakłem, w następstwie czego załoga grodu skapitulowała[3].
- 22 sierpnia - Armia Henryka podeszła pod przygotowany do obrony gród w Bytomiu Odrzańskim. Henryk nie zdecydował się na oblężenie[2].
- 24 sierpnia – Początek obrony Głogowa[4].
- Legendarna bitwa na Psim Polu – rzekome zwycięstwo Bolesława Krzywoustego nad armią Henryka V[5].

## Wydarzenia na świecie
- Po 5-letnim oblężeniu krzyżowcy zdobyli Trypolis.
- Fulko V Młody, późniejszy król Jerozolimy, został mianowany hrabią Andegawenii.
- Alfons I, król Aragonii, ożenił się z Urraką z Kastylii.

## Urodzili się
- 25 lipca – Alfons I Zdobywca, pierwszy król Portugalii (zm. 1185)

## Zmarli
- 21 kwietnia – Anzelm z Canterbury, arcybiskup Canterbury, filozof, uważany za twórcę scholastyki, święty Kościoła Katolickiego
- 28 kwietnia – Hugon z Cluny, opat klasztoru benedyktyńskiego w Cluny, święty katolicki (ur. 1024)
- 21 września – Świętopełk II, książę Czech, zamordowany[6]